# Gerardo Guillermo Isaac
Gerardo Guillermo Isaac (Buenos Aires, 7 de octubre de 1958) es un comodoro retirado de la Fuerza Aérea Argentina. Formó parte del Grupo 4 de Caza que el 30 de mayo de 1982 atacó ―en el marco de la guerra de las Malvinas― al HMS Invincible.
A raíz de esta acción fue merecedor de la más alta condecoración militar otorgada por la República Argentina: la Cruz al Heroico Valor en Combate, y fue declarado «héroe nacional». Es hermano del Jefe del Estado Mayor Conjunto, Brigadier General Xavier Isaac.

## Guerra de las Malvinas

### Bautismo de fuego y primeras operaciones
El día 2 de abril de 1982 Gerardo Isaac se encontraba en la IV Brigada Aérea con asiento en la provincia de Mendoza y tenía a su mando una aeronave A-4C, la cual poseía como mejoras respecto de los A-4B, 2 pilones subalares más (para un total de 5), un motor ligeramente más potente, la capacidad de portar misiles AIM-9B y originalmente montaba un radar an/apg-53a telemétrico de ataque a tierra, aunque por la poca confiabilidad del mismo éste había sido reemplazado por un sistema de navegación táctico o "TACAN" por sus siglas en inglés.
El escuadrón de Isaac fue desplegado en San Julián el día 9 de abril de 1982 en donde realizaron adiestramiento de ataque aeronaval hasta el día 1 de mayo, día en el que arribó la Task Force del Reino Unido a aguas del Atlántico sur.
A partir del primero de mayo Isaac participó tres misiones de combate los días 01/5/82, 9/5/82 y 21/5/82, día del desembarco inglés en el estrecho de San Carlos. En ninguna de estas tres misiones llegó a tener contacto con el enemgio por diversos motivos como desperfectos técnicos, no encontrar blancos o por ser cancelada la misión estando en vuelo.
El día 25/5/82 Isaac junto con García que formaba parte de su sección y acoplado a la sección conformada por Lucero y Paredi atacan a la Flota al norte del estrecho de San Carlos sin producir daños de consideración, esta acción fueron derribados los aviones de Lucero y García, siendo Lucero rescatado por personal Británico luego de eyectarse, y perdiendo García la vida luego de su eyección como se comprobaría años más tarde.
El día 28/5/82 Isaac participa de una misión para atacar un blanco al norte de las Malvinas, pero al encontrar al objetivo se constató que este buque era el HMHS Uganda el cual estaba destacado por el bando Británico como buque hospital y contaba con las correspondientes cruces rojas pintadas en su estructura, por lo que el mismo no fue atacado.

### Ataque al HMSInvincible

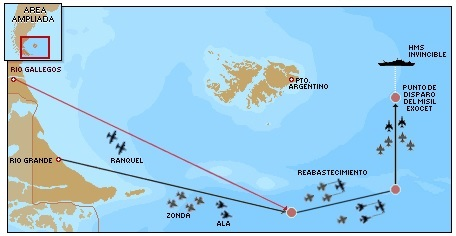
Ataque al portaviones HMS Invincible (R05) el domingo 30 de mayo de 1982.

Al mediodía del día 30 de mayo de 1982 despegó desde la Base Aeronaval de Río Grande en la provincia de Tierra del Fuego una fuerza conjunta aeronaval que estaba conformada por dos Super Étendard (con indicativo «Ala»). Esta fuerza estaba comandada por el capitán de corbeta Alejandro Francisco, quien portaba el último misil Exocet AM-39 que poseían las fuerzas armadas argentinas.
También participaron el teniente de navío Luis Collavino en apoyo de radar y cuatro A-4C Skyhawk armados con tres bombas retardadas por paracaídas (BRP) de 250 kilogramos cada una. Las aeronaves conformaron el Grupo 4 de Caza (con indicativo «Zonda»), que estaba comandado por el primer teniente Ernesto Ureta, y acompañado por Omar Jesús Castillo, alférez Gerardo Guillermo Isaac (en el avión C-318) y José Daniel Vázquez como jefe de la escuadrilla. El día 29 de mayo, los cuatro A-4C habían despegado desde la base de Puerto San Julián en la provincia de Santa Cruz rumbo a Río Grande.
Los 6 aviones antes de atacar el Invencible reabastecieron con 2 Hércules KC-130, el TC 70 al mando del Vicecomodoro Roberto Noé indicativo "Gallo"  y el TC 69 del Vicecomodoro Luis Litrenta, indicativo "Cacho". Luego del ataque los dos A-4C que completaron la misión volvieron a reabastecer.
Los argentinos dispararon el misil Exocet al HMS Invincible, donde según la versión argentina habría impactado en la base de la torre de mando de la embarcación. Cabe destacar, que el Reino Unido oficialmente niega el ataque, teniendo distintas versiones sobre el último Exocet.
Al momento del disparo, los cuatro A-4C se lanzaron sobre la estela del misil. En ese momento un misil británico explotó en el avión de José Daniel Vázquez y otro en el de  Omar Jesús Castillo, ambos cayendo al mar. Luego de ello, los aviones argentinos restantes lanzaron sus bombas sobre la cubierta del Invincible. Cuatro horas más tarde de iniciada la operación, Ureta e Isaac regresaron a Río Grande.